# Журка (Молдова)
Журка (рос. Журка; рум. Jurca) — село в Рибницькому районі в Молдові (Придністров'ї). Населення становить 300 осіб. Село підпорядковане Михайлівській сільській раді.
Згідно з переписом населення 2004 року кількість українців — 1,6%.